# Bacdafucup Part II
Bacdafucup Part II – czwarty studyjny album amerykańskiego duetu Onyx. Został wydany na początku lipca 2002 roku nakładem wytwórni Koch Records. Płyta była kontynuacją albumu pt. Bacdafucup z 1993 r. Produkcja uplasowała się na 46. miejscu notowania Billboard 200 i na 11. pozycji listy przebojów Top R&B/Hip-Hop Albums.

## Lista utworów
1. "What's Onyx" – 2:57
2. "Bring 'Em out Dead" – 3:44
3. "Slam Harder" – 4:38
4. "Hold Up" – 4:03
5. "Bang 2 Dis" – 4:06
6. "Gangsta" – 4:19
7. "Hood Beef" – 3:40
8. "Big Trucks" – 4:58
9. "Clap and Rob 'Em" – 3:15
10. "Onyx Is Back" – 3:32
11. "Feel Me" – 5:32
12. "Wet the Club" – 4:14